# Quivive
Quivive (eigentlich: qui vive = wer lebe in der Bedeutung von wer soll hochleben) ist der Anruf von französischen Wachsoldaten hauptsächlich vor der Revolution 1789 an Personen, die ein Tor oder einen bestimmten Weg passieren wollten. Der Betreffende hatte dann als Antwort zu geben Vive le Roi (= Es lebe der König), Vive la révolution! (= Es lebe die Revolution!), oder aber eine andere vereinbarte Parole. Damit gab er zu erkennen, dass er zur gleichen Truppe oder Partei gehörte.
Der Ausdruck existiert im Deutschen umgangssprachlich noch in der Redewendung „Auf dem Quivive sein“, was so viel wie auf der Hut sein, aufpassen, aufmerksam sein oder auch besonders gut informiert sein bedeutet.

## Abweichende Schreibweise in der Literatur
Alfred Andersch verwendet in seinem Roman Winterspelt die Schreibweise Kiwif: „Na ja, ich unterschätze nicht den Kadavergehorsam, aber merkwürdigerweise sind sie sehr auf dem Kiwif, wenn sie Unrat wittern, etwas, das gegen die Ordnung geht, gegen Führer und Reich.“